# 459
459 је била проста година.

## Догађаји
- Цар Лав I потписује мировни уговор са Остроготима. Краљ Теодемир шаље свог сина, будућег Теодорика Великог, старог 5 година, као таоца у Цариград. На двору учи латински језик, војну тактику и религију.
- Краљ Вортигерн је спаљен до смрти, док су га опседале романско-британске снаге под Амброзијем Аурелијаном у Ганареву (Херефордшир).
- Франци освајају град Трир. Франачко краљевство постаје војна сила и укључује се у римску политику.
- Ремигије, стар 22 године, изабран је за епископа Ремса.
- Краљ Дхатусена из Анурадхапуре из династије Моријан влада Шри Ланком. Током његове владавине изграђена је статуа Буде Авукана.
- Потпуно помрачење Месеца 3. маја, у коме је укупно било 106 минута и 32 секунде. Укупни део ове дужине неће се десити до 19. августа 4763. године.

## Смрти
- 2. септембар – Симеон Столпник, хришћански светитељ.
- Хормизд III, краљ Сасанидског царства
- Вортигерн, краљ Британаца